# لوئیستون، ویسکانسین
لوئیستون (به انگلیسی: Lewiston) یک شهرک در ایالات متحده آمریکا است که در شهرستان کلمبیا، ویسکانسین واقع شده‌است. لوئیستون ۱۴۲٫۲ کیلومتر مربع مساحت و ۱٬۱۸۷ نفر جمعیت دارد و ۲۴۵ متر بالاتر از سطح دریا واقع شده‌است.